# ستيفن كوهن (رجل أعمال)
ستيفن كوهن (بالإنجليزية: Stephen Cohen)‏ هو عالم حاسوب وشخصية أعمال أمريكي، ولد في 30 سبتمبر 1982 في كاليفورنيا في الولايات المتحدة.